# Sand Hills (Oklahoma)
Sand Hills es un lugar designado por el censo ubicado en el condado de Muskogee en el estado estadounidense de Oklahoma. En el Censo de 2010 tenía una población de 395 habitantes y una densidad poblacional de 32,54 personas por km².

## Geografía
Sand Hills se encuentra ubicado en las coordenadas 35°38′3″N 95°12′4″O / 35.63417, -95.20111. Según la Oficina del Censo de los Estados Unidos, Sand Hills tiene una superficie total de 19.53 km², de la cual 19.53 km² corresponden a tierra firme y (0%) 0 km² es agua.

## Demografía
Según el censo de 2010, había 395 personas residiendo en Sand Hills. La densidad de población era de 32,54 hab./km². De los 395 habitantes, Sand Hills estaba compuesto por el 67.34% blancos, el 1.77% eran afroamericanos, el 20.76% eran amerindios, el 0% eran asiáticos, el 0% eran isleños del Pacífico, el 0.25% eran de otras razas y el 9.87% pertenecían a dos o más razas. Del total de la población el 1.77% eran hispanos o latinos de cualquier raza.